# Мінькова Ольга Денисівна
Ольга Денисівна Мінько́ва (5 серпня 1923, Пішпек — 12 травня 2006, Севастополь) — українська скульпторка; член Спілки радянських художників України з 1955 року. Дружина скульптора Костянтина Кошкіна.

## Біографія
Народилася 5 серпня 1923 у місті Пішпеку (нині Бішкек, Киргизстан). 1947 року закінчила Московський архітектурний інститут; 1951 року — Московський інститут прикладного та декоративного мистецтва, де навчалася у Катерини Бєлашової, Бориса Ланге.
Після здобуття фахової освіти працювала у Киргизькій РСР у Художньому фонді міста Фрунзе; протягом 1960—1966 років — на Кримському художньо-виробничому комбінаті у Сімферополі; у 1966—1975 роках — у Севастополі. Мешкала у Севастоплі в будинку на вулиці Лізи Чайкіної, № 87 та у будинку на проспекті Жовтневої революції, № 32, квартира № 111. Померла у Севастополі 12 травня 2006 року.

## Творчість
Працювала в галузях станкової, декоративної та монументальної скульптури. Створювала скульптурні портрети сучасників, тематичні монументи, пам'ятники, тематичні композиції у реалістичній манері, скульптури малих форм, керамічні тарелі, медальйони, прикраси. Використовувала гіпс, дерево, шамот, кераміку, теракоту, мармур, мідь, алюміній, бетон. Серед робіт:
станкова скульптура
- «Майбутня вчителька» (1951);
- «Юність» (1954);
- «Киргизький хлопчик» (1955);
- «Поет Аали Токомбаєв» (1957);
- «Катерина» (1961);
- «Професор Надія Азарова» (1964);
- «Розлука» (1972);
- «Захисник Севастополя» (1983);
- «Скорбота» (1984);
- «Рибалка» (1988);

декоративна пластика
- декоративні торшери для Фрунзенського театру опери та балету (1953);
- «Севастопольські маки» (1989);
- керамічний підсвічник «Білочка» (1996);
- набір декоративних тарелей «Квіти» (1997);
- плакетка «Материнство» (1998);

інше
- сережки «Смарагдові» (1998).

Деякі роботи зберігаються у Севастопольському, Сімферопольському художніх музеях.
Пам'ятники
- погруддя двічі Героя Соціалістичної Праці Хайтахуна Таширова у місті Оші Киргизької РСР (1956);
- Олександру Пушкіну в Гурзуфі (1962);
- монумент «Скорботна мати з дитиною» у селі Красному Маці Бахчисарайського району (1967);
- Миколі Миклухо-Маклаю у Севастополі (1971);
- Василю Блюхеру у Севастополі (1973);
- генералу Івану Петрову в Інкермані (1989).

Брала участь у республіканських виставках з 1951 року, всесоюзних — з 1957 року, зарубіжних — з 1956 року. Персональна виставка відбулася у Севастополі у 1998 році.

## Відзнаки
- Орден «Знак Пошани» (1958)[1];
- Грамота Президії Верховної Ради Киргизької РСР.